# Альвеолярные фрикативные дрожащие согласные
Альвеоля́рные щелевы́е дрожа́щие согла́сные (также альвеоля́рные фрикати́вные дрожа́щие согла́сные) — разновидности альвеолярных дрожащих согласных со сложной артикуляцией, сочетающей в себе одновременно вибрацию и фрикацию. Выделяют звонкий и глухой варианты. Звонкий звук обозначается знаком r̝ в Международном фонетическом алфавите (МФА) и r_r в системе X-SAMPA, глухой обозначается в МФА знаком r̝̊ (диакритика (˔) обозначает «поднятую» артикуляцию звука, а (˳) — глухую артикуляцию). Альвеолярные фрикативные дрожащие являются достаточно редко встречающимися звуками в языках мира. Единственный язык с развитой литературной нормой и сравнительном большим числом носителей, в котором этот звук известен — это чешский. Альвеолярные фрикативные дрожащие в чешском (и звонкая, и глухая) обозначаются графемой Ř, ř.
По мнению некоторых исследователей, альвеолярные фрикативные дрожащие представляют собой уникальные чешские звуки, поскольку таких согласных, имеющих фонемный статус, не существует ни в одном другом языке мира. В прочих языках альвеолярные фрикативные дрожащие встречаются только лишь как аллофоны. Тем не менее, статус фонемы r̝ имеет также в африканском языке льеле, входящем в группу языков гур.

## Особенности согласного
- место образования: альвеолярный ламинальный;
- способ образования: фрикативный дрожащий;
- тип фонации: звонкий / глухой;
- пульмонический.

По утверждению Ф. Травничека, при артикуляции альвеолярного фрикативного дрожащего согласного [r̝], как и при артикуляции обычного дрожащего [r], в колебательное движение приходит кончик языка, интенсивнее всего — в области альвеол. Края языка за его кончиком прижаты к нёбу, при этом передняя часть спинки языка приближена к твёрдому нёбу таким образом, что язык принимает форму «трубочки». В этой «трубочке» поток воздуха подвергается трению, из-за чего создаётся шум, смешиваемый с шумом от вибрации кончика языка (при произнесении [r] слышен только шум от вибрации кончика языка). Оба этих шума звучат одновременно, поэтому описание альвеолярного фрикативного дрожащего как последовательности дрожащего [r] и шипящего призвука является неверным. Аналогичным образом описывает процесс произношения альвеолярного фрикативного дрожащего А. Г. Широкова: «При артикуляции [ř] бока языка упираются в дёсна верхних зубов и прилегающую часть твёрдого нёба. Вибрирует лишь самая передняя часть кончика языка. Вибрация сопровождается свистящими или шипящими шумами, которые возникают в результате трения выдыхаемой струи воздуха о края узкого отверстия между нёбом и спинкой языка и разбиванием её о зубы. Кончик языка приближен к верхним зубам больше, чем при произнесении мягкого [rj]».

## В славянских языках
В славянских языках альвеолярный фрикативный дрожащий возник из праславянской мягкой согласной *r’. Ареал этого явления включал территории древнечешского и древнепольского языков. В частности, в древнепольском языке самый ранний пример в памятниках, отражающий произношение r’ с шипящим призвуком, относится к XIII веку. Случаи замены [ř] шипящими согласными встречаются впервые в польских памятниках уже в XV и XVI веках, но окончательно утрачена [ř] в польском была только к XVIII веку. Тем не менее, этот звук сохранился в ряде говоров, прежде всего в силезских, а также в говорах кашубского языка.

## Примеры

### Звонкий альвеолярный фрикативный дрожащий согласный
| язык          | язык | слово   | МФА                   | значение | примечания |
| ------------- | --- | ------- | --------------------- | -------- | --- |
| Кашубский     | некоторые говоры северной и западной Кашубии                                                                                |         |                       |          | |
| Льеле         | |         |                       |          | |
| Польский      | некоторые говоры северо-восточной, западной и южной Польши, включая польские говоры в Словакии и говоры силезского диалекта | morże   | [ˈmor̝ɛ]               | «море»   | сохраняется в ограниченном числе слов, вытесняется из говоров звуком ʐ, характерным для фонологической системы польского литературного языка |
| Португальский | Португальский | os rins | [u ˈr̝ĩʃ]              | «почки»  | |
| Чешский       | Чешский | čtyři   | МФА: [ˈt͡ʃtɪr̝ɪ]о файле | «четыре» | в положении перед и после глухой согласной, а также в конце слова перед паузой, на месте ř представлен глухой вариант [r̝̊]                    |

### Глухой альвеолярный фрикативный дрожащий согласный
| Язык       | Язык                     | Слово   | МФА        | Значение          | Заметки                                                                           |
| ---------- | ------------------------ | ------- | ---------- | ----------------- | --------------------------------------------------------------------------------- |
| Чешский    | Чешский                  | třista  | [ˈt̪r̝̊ɪs̪t̪ä]  | 'триста'          | Аллофон /r̝/ после глухих согласных; также может быть одноударным.                 |
| Норвежский | Местность вокруг Нарвика | norsk   | [nɔr̝̊k]     | 'Норвежский язык' | Частый алоффон /ɾs/ перед глухими согласными.                                     |
| Норвежский | Трёндешк                 | norsk   | [nɔr̝̊k]     | 'Норвежский язык' | Occasional allophone of the sequence /ɾs/ before voiceless consonants             |
| Польский   | Некоторые диалекты       | przyjść | [ˈpr̝̊ɘjɕt͡ɕ] | 'идти'            | Аллофон /r̝/ после глухих согласных. Многие носители не различают этот звук и /ʂ/. |